# Praski Vitti
Vitalij Petrovič Petrov (conocido como Praski Vitti, Algazino, 1936) es un pintor y muralista ruso de etnia chuvasia. Se graduó en la Escuela Superior de Artes e Industrias de Leningrado.
Ilustró los libros de poesía de Konstantin Vasil'evič Ivanov y de Andréi Voznesenski y en 2012 recibió el premio honorífico de la Orden de la Amistad.

## Premios recibidos
- Artista Honrado de la República Socialista Federativa Soviética de Rusia

- Premio del Presidente de la Federación Rusa

- Orden de la Amistad — Moscú, 2012[4]